# Palodia
Palodia (griechisch Παλόδεια) ist eine Gemeinde im Bezirk Limassol in der Republik Zypern. Bei der Volkszählung im Jahr 2021 hatte sie 2107 Einwohner.

## Name
Für die Herkunft des Ortsnamens gibt es zwei Versionen: Die vorherrschende Version gibt an, dass es vom Wort Parodia kommt, das der Name des engen Passes war, der von Agia Phyla ausging und nach Palodia führte. Eine andere Version besagt, dass der Name fränkischen Ursprungs ist. Während der fränkischen Zeit zwang König Jakob I. den Grafen von Tripolis, dem Herrn von Beirut einige Dörfer zu überlassen. Einer von ihnen war Palodia. Durch Korruption wurde das Wort Palatia zu Palodia.

## Lage und Umgebung

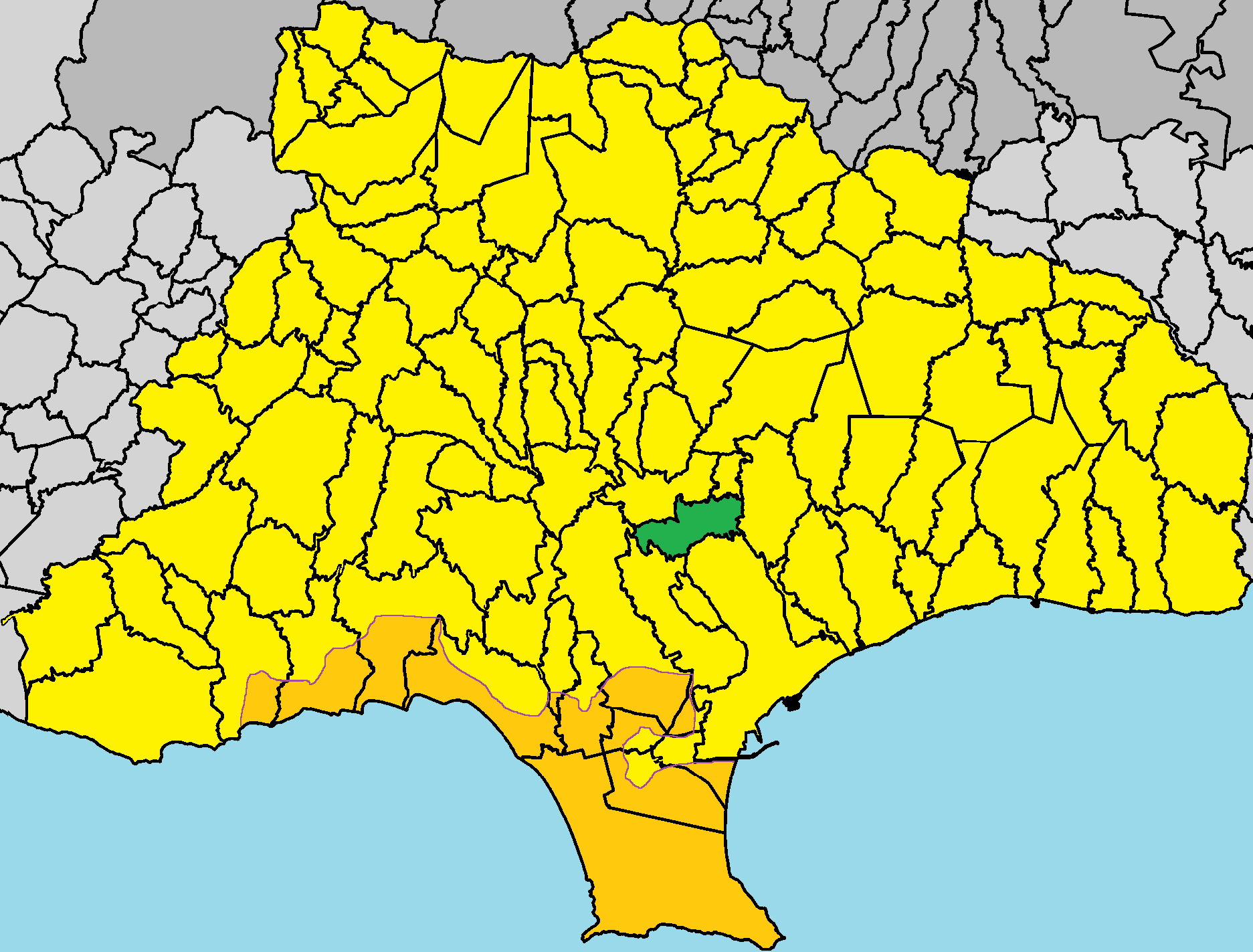
Lage im Bezirk Limassol

Palodia liegt im Süden der Mittelmeerinsel Zypern auf einer Höhe von etwa 290 Metern, etwa 7 Kilometer vom Zentrum von Limassol entfernt. Das 8,89362 Quadratkilometer große Dorf grenzt im Süden an die Gemeinde Limassol, im Südwesten an Kato Polemidia, im Westen an Ypsonas, im Norden an Paramytha, im Nordosten an Spitali und im Osten an Fasoula. Das Dorf kann über die Straße E110 erreicht werden.

## Bevölkerungsentwicklung
| Jahr      | 1881 | 1891 | 1901 | 1911 | 1921 | 1931 | 1946 | 1960 | 1976 | 1982 | 1992 | 2001 | 2011 | 2021 |
| Einwohner | 88   | 135  | 161  | 168  | 150  | 146  | 186  | 185  | 195  | 194  | 312  | 730  | 1568 | 2107 |